# 1re cérémonie des César
La 1re cérémonie des César du cinéma — dite aussi Nuit des César — récompensant les films sortis en 1975, s'est déroulée le 3 avril 1976 au palais des congrès de Paris.
Elle fut présidée par Jean Gabin, dont ce fut la dernière apparition publique, et retransmise sur Antenne 2, présentée par Pierre Tchernia et Jean-Claude Brialy.

## Présentateurs et intervenants
- Présentation des prix
  - Robert Enrico, président de l'Académie des arts et techniques du cinéma
  - Jean Gabin, président de cérémonie
  - Pierre Tchernia, maître de cérémonie
  - Michèle Morgan et Jean Gabin pour la remise du César du meilleur film
  - Michel Legrand et Charlotte Rampling pour la remise du César de la meilleure musique originale
  - Michel Colombier, chef d'orchestre
- Entractes et sketchs[2]
  - Blue Bell Girls et Margaret Kelly Boys du Lido
  - Marie Laforêt interprétant Histoire d'une star (Star story)
  - Yves Simon interprétant Au pays des merveilles de Juliette
  - Serge Reggiani interprétant L'hôtel des voyageurs
  - Michel Legrand chante L'été 42
  - Diana Ross chante Do You Know
  - Jean Lefebvre
  - Catherine Rivière chante un extrait de La Reine Christine en hommage à Greta Garbo.

## Palmarès

### César de la meilleure actrice
- Romy Schneider pour le rôle de Nadine Chevalier dans L'important c'est d'aimer
  - Isabelle Adjani pour le rôle d'Adèle Hugo dans L'Histoire d'Adèle H.
  - Catherine Deneuve pour le rôle de Nelly Ratabou dans Le Sauvage
  - Delphine Seyrig pour le rôle d'Anne-Marie Stretter dans India Song

### César du meilleur acteur
- Philippe Noiret pour le rôle de Julien Dandieu dans Le Vieux Fusil
  - Gérard Depardieu pour le rôle du docteur Jean-Pierre Berg dans Sept morts sur ordonnance
  - Victor Lanoux pour le rôle de Ludovic dans Cousin, Cousine
  - Jean-Pierre Marielle pour le rôle d'Henri Serein dans Les Galettes de Pont-Aven

### César de la meilleure actrice dans un second rôle
- Marie-France Pisier pour le rôle de Marthe dans Cousin, Cousine et celui de Régina dans Souvenirs d'en France
  - Isabelle Huppert pour le rôle d'Aloïse jeune dans Aloïse
  - Andréa Ferréol pour le rôle de Mme Licquois dans Les Galettes de Pont-Aven
  - Christine Pascal pour le rôle d'Émilie dans Que la fête commence

### César du meilleur acteur dans un second rôle
- Jean Rochefort pour le rôle de l'abbé Dubois dans Que la fête commence
  - Victor Lanoux pour le rôle de Pierre Lardatte dans Adieu poulet
  - Patrick Dewaere pour le rôle de Lefèvre dans Adieu poulet
  - Jean Bouise pour le rôle de François dans Le Vieux Fusil

### César du meilleur scénario original ou adaptation
- Bertrand Tavernier et Jean Aurenche pour Que la fête commence
  - Georges Conchon et Jacques Rouffio pour Sept morts sur ordonnance
  - Robert Enrico et Pascal Jardin pour Le Vieux Fusil
  - Jean-Charles Tacchella pour Cousin, Cousine

### César de la meilleure musique écrite pour un film
- François de Roubaix pour Le Vieux Fusil (à titre posthume, François de Roubaix étant mort avant la sortie du film)
  - Carlos d'Alessio pour India Song
  - Philippe d'Orléans et Antoine Duhamel pour Que la fête commence
  - Paul de Senneville et Olivier Toussaint pour Un linceul n'a pas de poches

### César du meilleur son
- Nara Kollery et Luc Perini pour Black moon
  - Harald Maury et Harrick Maury pour Hu-Man
  - Michel Vionnet pour India Song
  - Bernard Aubouy pour Le Vieux Fusil

### César de la meilleure photographie
- Sven Nykvist pour Black Moon
  - Étienne Becker pour Le Vieux Fusil
  - Pierre Lhomme pour La Chair de l'orchidée
  - Pierre Lhomme pour Le Sauvage

### César du meilleur montage
- Geneviève Winding pour Sept morts sur ordonnance
  - Christiane Lack pour L'important c'est d'aimer
  - Jean Ravel pour Adieu poulet
  - Marie-Josèphe Yoyotte pour Le Sauvage
  - Eva Zora pour Le Vieux Fusil

### César des meilleurs décors
- Pierre Guffroy pour Que la fête commence
  - Jean-Pierre Kohut-Svelko pour L'Histoire d'Adèle H.
  - Jean-Pierre Kohut-Svelko pour L'important c'est d'aimer
  - Richard Peduzzi pour La Chair de l'orchidée

### César du meilleur réalisateur
- Bertrand Tavernier pour Que la fête commence
  - François Truffaut pour L'Histoire d'Adèle H.
  - Robert Enrico pour Le Vieux Fusil
  - Jean-Paul Rappeneau pour Le Sauvage

### César du meilleur film
- Le Vieux Fusil de Robert Enrico
  - Cousin, Cousine de Jean-Charles Tacchella
  - Que la fête commence de Bertrand Tavernier
  - Sept morts sur ordonnance de Jacques Rouffio

### César du meilleur film étranger
- Parfum de femme de Dino Risi
  - Aguirre, la colère de Dieu de Werner Herzog
  - La Flûte enchantée d'Ingmar Bergman
  - Nashville de Robert Altman

### César d'honneur
- Diana Ross
- Ingrid Bergman

## Anecdotes
En nomination pour le César de la meilleure actrice, Isabelle Adjani, persuadée de sa victoire, s'était levée avant même qu'on annonce la gagnante du prix qui fut finalement remis à Romy Schneider.
L'acteur Jean Rochefort raconte la cérémonie : « J'ai reçu la première récompense le 3 avril 1976. Ce n’était pas cette compression géniale mais un petit mec qui dévidait une bobine de film : très premier degré. J'étais le cobaye et, quand je suis monté sur scène pour ramasser mon jouet, l'atmosphère était tendue ! Certains esprits forts n'y voyaient qu'une imitation des Oscars [1928]. Quand je suis allé taper sur l’épaule de Gabin, président renfrogné, il s'en est retourné brusquement : "Ah, c'est toi Rochefort ! Si ç'avait été un journaliste, je lui aurais collé une mandale". Moi qui espérais un petit compliment de circonstance… ».